# Marcel Dupré
Marcel Dupré (ur. 3 maja 1886 w Rouen, zm. 30 maja 1971 w Meudon) – francuski organista, kompozytor i pedagog. Większość jego utworów powstawało podczas improwizacji w czasie koncertów (spisywane były później). Jako wirtuoz organów porównywany był do pianisty-wirtuoza Ferenca Liszta. Był instrumentalistą o szerokim repertuarze, obejmującym również muzykę współczesną. Jego kompozycje przyczyniły się do rozwoju techniki gry organowej i weszły do powszechnego repertuaru na ten instrument. Oprócz międzynarodowej kariery solistycznej zapisał się w historii również jako nauczyciel i dyrektor Konserwatorium Paryskiego oraz edytor dzieł organowych (m.in. Bacha, Mendelssohna, Schumanna, Francka czy Liszta).

## Życiorys, technika kompozytorska i osiągnięcia pedagogiczne
Pochodził z muzycznej rodziny osiadłej w Rouen, zaś jego pierwszym nauczycielem był jego ojciec Albert Dupré, który pracował jako organista w Elbeuf (1886–1911) oraz Saint–Ouen w Rouen (1911–1939). W latach 1902–1910 kształcił się w Konserwatorium Paryskim, gdzie zdobył pierwsze nagrody w klasach fortepianu (1905, Louis Diémer), organów (1907, Alexandre Guilmant) oraz kompozycji fugi (1909, Charles–Marie Widor).
W 1914, tuż przed wybuchem I wojny światowej, otrzymał Grand Prix de Rome za swoją kantatę Psyche.
Od 1907 był zastępcą Widora w kościele Świętego Sulpicjusza w Paryżu, a od 1916 Louisa Vierne’a w Notre–Dame. W 1934 został następcą Widora na stanowisku tytularnego organisty, gdzie pracował do końca życia.
Jako wirtuoz organów i improwizator Dupré wyznaczył nowe standardy w zakresie techniki gry. Zasłynął z nadzwyczajnej sprawności zarówno rąk jak i nóg, zastosowaniem ścisłego legata i osiągnięciem dużej precyzji rytmicznej. Jego gra wyróżniała się również klarownym frazowaniem oraz uszanowaniem formalnej budowy utworu i uczynieniem jej zrozumiałej dla słuchacza.
Technika kompozytorska Marcela Duprégo zmieniała się na przestrzeni sześćdziesięciu lat jego życia. Wywodzi się z XIX wiecznej francuskiej tradycji symfonicznej. Zaobserwować można ściśle i polifonicznie napisane fragmenty, które przeciwstawione są tym pisanym w swobodnym stylu pianistycznym, a czasem nawet używa połączenia tych dwóch technik. Podobny kontrast obecny jest w harmonice używanej przez Duprégo – niejednokrotnie nawiązuje do skal modalnych, innym doprowadza do szerokiego rozszerzenia tonalności przez chromatykę.
Do jego najpopularniejszych utworów zaliczają się m.in. cykl 3 preludiów i fug op. 7, napisany w czasie studiów i wydany w roku 1920, który jest ukłonem w stronę klasycznej formy (preludium i fuga), lecz prezentuje wysoki poziom komplikacji technicznej oraz połączenia tematyczne i motywiczne wśród każdej z par. Innym znanym utworem są Variations sur un Noël (Wariacje na temat kolędy) op. 20, które powstały w czasie podróży pociągami podczas pierwszego tournée kompozytora po Stanach Zjednoczonych. Dupré napisał wariacje zafascynowany elektryczną trakturą organów amerykańskich. Wśród wielkich cyklów wymienić należy czteroczęściową Symphonie–Passion op. 23, wywiedzioną z improwizacji, którą Dupré wykonał w 1921 roku na Wanamaker Grand Court Organ w Fliadelfii, największych organach na świecie. W czterech częściach (Świat oczekuje na przyjście zbawiciela; Narodzenie; Ukrzyżowanie; Zmartwychwstanie) kompozytor przedstawia historię Chrystusa, wykorzystując przy tym tematy gregoriańskie. Innym cyklem wywiedzionym z improwizacji jest Le Chemin de la Croix (Droga krzyżowa) op. 29, zainspirowana tekstami Paula Claudela, które były czytane podczas koncertu Duprégo w Królewskim Konserwatorium w Brukseli w 1931 roku. Le Chemin de la Croix określana jest jako czternastoczęściowy poemat symfoniczny, w którym leitmotivy wracają w poszczególnych częściach.
Do najtrudniejszych technicznie utworów kompozytora zaliczają się etiudy napisane dla Jeanne Demessieux, którą Dupré uważał za swoją najzdolniejszą uczennicę – Suite op. 39 czy Trois Esquisses (Trzy szkice) op. 41.
W 1926 został następcą Eugène’a Gigouta na stanowisku nauczyciela organów w Konserwatorium Paryskim. Do szerokiego grona jego uczniów należeli wybitni organiści i kompozytorzy tacy jak m.in. Jehan Alain, Marie-Claire Alain, Suzanne Chaisemartin, Michel Chapuis, Pierre Cochereau, Jeanne Demessieux, Rolande Falcinelli, Jean Guillou, Jean Langlais, Olivier Messiaen. W Konserwatorium uczył do 1954 roku, zaś w latach 1954–1956 był dyrektorem placówki. Jego polskimi uczniami byli Jan Janca (prywatnie, w Meudon) oraz Jan Kucharski, późniejszy nauczyciel organów w Państwowej Wyższej Szkole Muzycznej w Łodzi.
Jest autorem kilku książek o przeznaczeniu pedagogicznym, a najważniejszą z nich jest Méthode d’orgue (Szkoła gry na organach), która przez długie lata była podstawą do nauki dla francuskich organistów. Oprócz niej Dupré wydał Gammes de Pédale pour Orgue (Gamy na pedał solo) w 1924 roku, Cours complet de l'improvisation à l'Orgue (Kompletny kurs improwizacji organowej) w 1926 roku, Manuel d'accompagnament du Plain Chant Grégorien (Podręcznik do nauki akompaniamentu chorału gregoriańskiego) w 1937 roku oraz Exercises préparatoires à l'improvisation (Przygotowawcze ćwiczenia do improwizacji), również w 1937 roku.

## Katalog kompozycji

### Utwory orkiestrowe
- Fantaisie B minor, op. 8 na fortepian i orkiestrę (1912)
- Marche militaire, op. 14 na orkiestrę (transkrypcja wersji fortepianowej, 1915)
- Orientale, op. 15 na orkiestrę (1916)

### Utwory kameralne
- Sonate G minor, op. 5 na skrzypce i fortepian (1909)
- Quatre Mélodies, op. 6 na głos i fortepian (1913)
- Deux Pièces, op. 10 na klarnet i fortepian (1917)
- À l'amie perdue, op. 11 na głos i fortepian (1911)
- Trois Pièces, op. 13 na wiolonczelę i fortepian (1916)

### Utwory fortepianowe
- Six Préludes, op. 12 (1916)
- Marche militaire, op. 14 (1915)
- Quatre Pièces, op. 19 (1921)
- Variations C sharp minor, op. 22 (1924)

### Utwory na organy solo
- Élévation, op. 2
- Trois Préludes et Fugues, op. 7 (1914)
- Scherzo, op. 16 (1919)
- Vêpres de la Vierge – Fifteen Pieces, op. 18 (1919)
- Cortège et Litanie, op. 19 no. 2 (transkrypcja wersji fortepianowej, 1921)
- Variations sur un noël, op. 20 (1922)
- Suite Bretonne, op. 21 (1923)
- Symphonie-Passion, op. 23 (1924)
- Lamento, op. 24 (1926)
- Deuxième Symphonie, op. 26 (1929)
- Sept Pièces, op. 27 (1931)
- Seventy-Nine Chorales, op. 28 (1931)
- Le Chemin de la croix, op. 29 (1931)
- Trois Élévations, op. 32 (1935)
- Angélus, op. 34 No. 1 (1936)
- Trois Préludes et Fugues, op. 36 (1938)
- Évocation, op. 37 (1941)
- Le Tombeau de Titelouze, op. 38 (1942)
- Suite, op. 39 (1944)
- Offrande à la Vierge, op. 40 (1944)
- Trois Esquisses, op. 41 (1945)
- Paraphrase on the Te Deum, op. 43 (1945)
- Vision, op. 44 (1947)
- Eight Short Preludes on Gregorian Themes, op. 45 (1948)
- Épithalame (1948)
- Variations sur ′Il est né le divin enfant′ (1948)
- Miserere mei, op. 46 (1948)
- Psaume XVIII, op. 47 (1949)
- Six Antiennes pour le Temps de Noël, op. 48 (1952)
- Vingt-Quatre Inventions, op. 50 (1956)
- Triptyque, op. 51 (1957)
- Nymphéas, op. 54 (1959)
- Annonciation, op. 56 (1961)
- Choral et Fugue, op. 57 (1962)
- Trois Hymnes, op. 58 (1963)
- Two Chorales, op. 59 (1963)
- In Memoriam, op. 61 (1965)
- Méditation (1966)
- Entrée, Canzona et Sortie, op. 62 (1967)
- Quatre Fugues Modales, op. 63 (1968)
- Regina Coeli, op. 64 (1969)
- Vitrail, op. 65 (1969)
- Souvenir, op. 65 bis (1965)

### Utwory na organy z towarzyszeniem innych instrumentów
- Cortège et Litanie, op. 19 na organy i orkiestrę (transkrypcja wersji fortepianowej, 1921)
- Symphonie G minor, op. 25 na organy i orkiestrę (1927)
- Ballade, op. 30 na organy i fortepian (1932)
- Concerto E minor, op. 31 na organy i orkiestrę (1934)
- Poème héroïque, op. 33 na organy, orkiestrę detą i werbel (1935)
- Variations on two themes, op. 35 na organy i fortepian (1937)
- Sinfonia, op. 42 na organy i fortepian (1946)
- Quartet, op. 52 na skrzypce, altówkę, wiolonczelę i organy (1958)
- Trio, op. 55 na skrzypce, wiolonczelę i organy (1960)
- Sonata A minor, op. 60 na wiolonczelę i organy (1964)

### Utwory chóralne
- Les Normands, op. 1 na chór i orkiestrę (1911)
- Psyché, op. 4 na głosy i orkiestrę (1914)
- Quatre Motets, op. 9 na głosy i dwoje organów (1916)
- De Profundis, op. 17 na głosy solowe, chór, organy i orkiestrę (1917)
- Ave Verum, op. 34 Nr. 2 na głosy i smyczki (1936)
- La France au Calvaire, op. 49 na głosy solowe, chór, organy i orkiestrę (1953)
- Deux Motets, op. 53 na sopran i chór (1958)